# Erythronium montanum

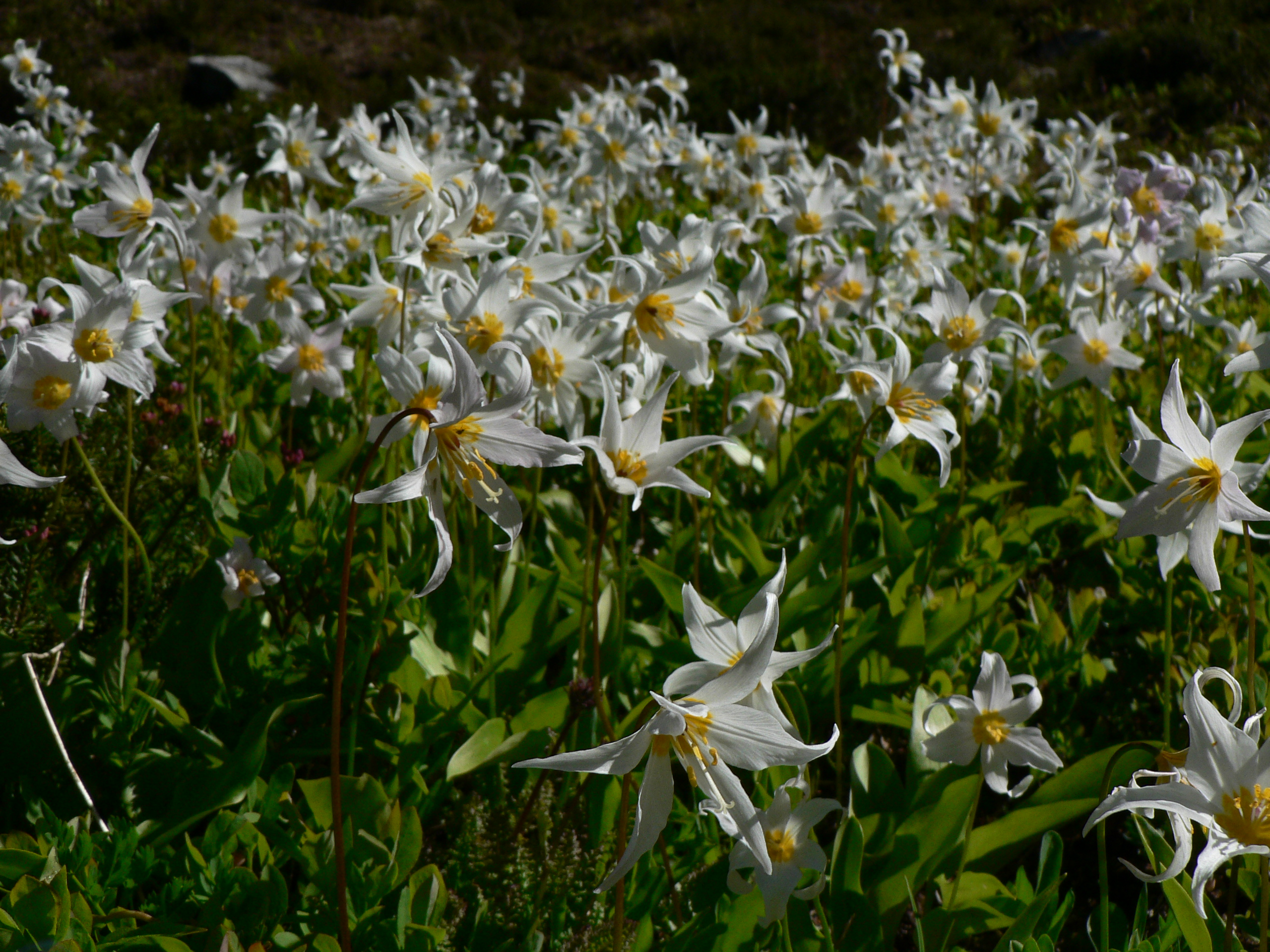
Erythronium montanum na natureza.

Erythronium montanum é uma espécie de planta com flor, pertencente à família Liliaceae.
A planta floresce no verão do hemisfério norte, normalmente logo após o degelo (junho-agosto). É seu habitat as áreas montanhosas junto a florestas de coníferas, em altitude variando de 800-2000 metros. É encontrada nos estados do Oregon e Washington nos Estados Unidos e Columbia Britânica no Canadá.